# Huracà de Nova Orleans de 1915
L'Huracà de Nova Orleans de 1915 va ser un huracà intens de Categoria 4 que va fer recalada prop de Grand Isle, Louisiana, durant la temporada d'huracans de l'Atlàntic de 1915. El pas de l'huracà deixava 275 víctimes mortals i provocava uns danys estimats de $13 milions (1915 USD).

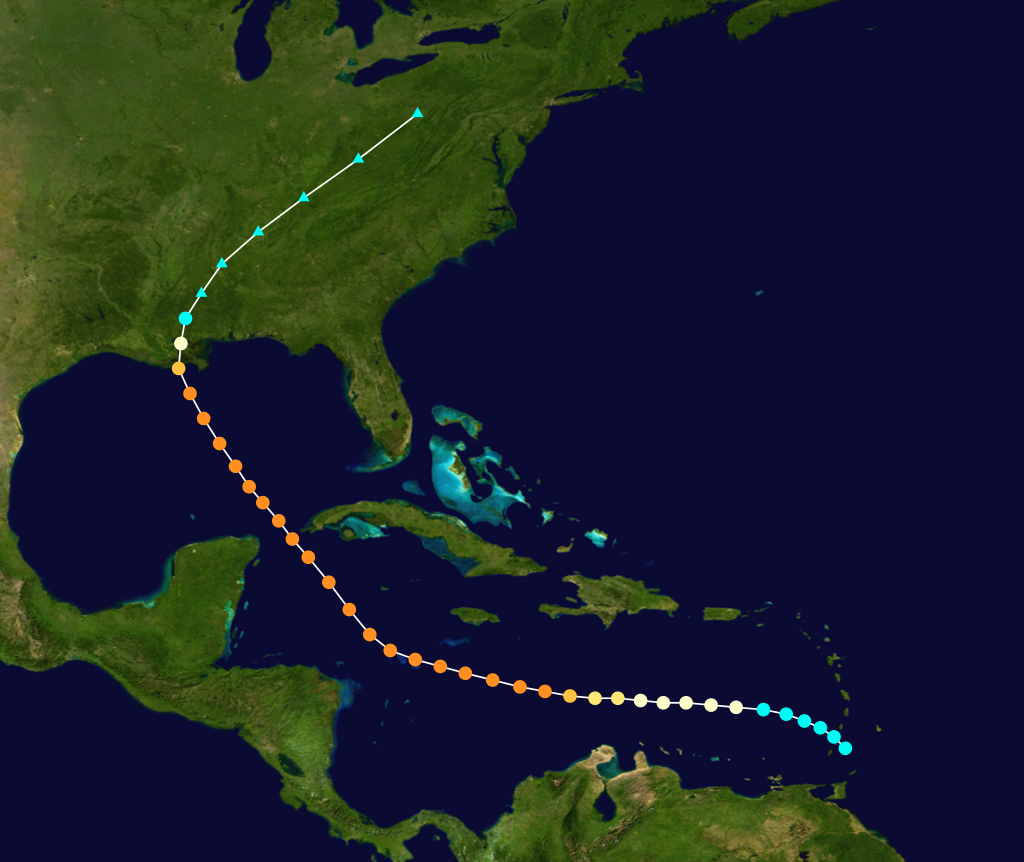
Recorregut de l'huracà